# بتزی رو
بتزی رو (انگلیسی: Betsy Rue؛ زادهٔ ۱۴ مهٔ ۱۹۷۹) یک هنرپیشه اهل ایالات متحده آمریکا است. وی از سال ۲۰۰۶ میلادی تاکنون مشغول فعالیت بوده‌است.